# Aaron: el robot pintor
Aaron: el robot pintor és un sistema robòtic i projecte innovador dins el seu context històric de creació, des de l'any 1973 pel pintor i docent Harold Cohen. El seu objectiu i finalitat és reproduir i crear obres pictòriques des d'un sistema de producció automàtica mitjançant un algoritme d'interpretació. Se'l denomina com al robot pintor i ja és un personatge important dins l'art digital i tecnològic.
El projecte, encara vigent en investigació, ha desencadenat diferents exposicions als museus més emblemàtics, a la vegada que deixa a l'aire plantejaments morals sobre la creativitat computacional i el seu impacte dins l'àmbit artístic.

## Funcionament
Aaron segueix un funcionament a partir d'intel·ligència artificial, programació i tecnologia. Mitjançant una base de dades amb llistes d'elements d'objectes, cossos i les seves relacions, junt amb unes normes reglamentades basades en fonaments de belles arts que l'aparell pren de punt de partida, com: composició, teoria dels colors, l'ús d'estris i de pinzells...., el robot és capaç de crear una obra pictòrica única i irrepetible pel mateix aparell. És a dir, sense fer ús de cap imatge ni fotografia, aquest seguit d'informació emmagatzema l'aparença física dels cossos, els moviments i les postures dels éssers humans, a més dels diferents estats o característiques de qualsevol element après per Aaron. Amb l'acumulació de totes aquestes dades i l'ajuda del Software (programat per a representar pautes gràfiques a través d'una gran impressora Plotter.) es barrejen tots els factors en disposició per a l'objectiu a assolir creant diferents variacions aleatòries, per tal que no es repeteixi cap resultat final. Cal dir que el coneixement que adquireix el robot és acumulatiu, per tant, si l'aparell disposa de molta informació sobre un component i les seves característiques en concret, haurà de processar més variacions per a aconseguir un efecte únic. Així doncs, Aaron és una sèrie de normes les quals al complir-se una condició, s'activen i executen el seu propi codi.
Per altra banda, Aaron es caracteritza per un coneixement d'obliteració, la qual cosa implica només seguir uns patrons determinats que no deixen "violar" o desajustar-se d'allò establert per normativa. Per exemple, el robot no és capaç d'maginar quelcom fora dels seus paràmetres o de dibuixar algú amb tres cames o un sol braç, ja que es regeix per un patró únic del cos humà, el que pot resultar força discriminatori.
Així doncs, Aaron no pinta des d'un sistema de píxels, sinó que es presenta com un pintor artificial fent ús de pinzells i pintura real, a partir de la combinació i variació dels seus coneixements assolits i sense ser instruït per cap mena de factor extern a l'hora de fer la seva feina.

## Història
El sistema robòtic d'Aaron presenta els seus orígens l'any 1973 com a programa de creació d'art per l'artista, programador i professor de la Universitat de Califòrnia, Harold Cohen, mentre cursava al Laboratori d'Intel·ligència Artificial de la Universitat Stanford.
Cohen va construir la màquina per a la seva pròpia pintura, va ensenyar a l'aparell a barrejar acrílics i va posar en pràctica la pintura de bodegons, retrats i figures humanes sense referents multimèdia ni de fotografia com a aportacions.
Al principi del projecte el sistema es va enfocar com un procés d'aprenentatge. prenent el robot destinatari com un infant aprenent de pintura. Amb la memòria infinita pròpia d'un ordinador, el procés d'aprenentatge de l'Aaron cada vegada estava més realitzat i complert, de manera que cada vegada que aprenia alguna cosa de més coneixements disposava i els resultats eren progressivament més òptims. Tot i així, la primera versió del robot responia amb una tècnica aparentment igual a la de l'autor, ja que va ser ell qui el va instuïr. Harold Cohen es va assabentar d'això sis anys després de la seva creació i va pensar que Aaron no seria capaç de crear res original. Per aquesta mateixa raó, l'artista i docent va començar a idear la segona versió d'Aaron (Aaron 2). Aquest model disposava ara d'una memòria permanent que permetia guardar qualsevol dibuix realitzat, ja fos de manera programada, automàticament o a mà durant el seu funcionament. D'aquí ve que Aaron sigui capaç de generar nou coneixement i resultats a partir de tota la seva informació emmagatzemada.
També es va pensar que tot el coneixement que el programa hauria de tenir, seria sobre la representació visual dels objectes i de com derivar el coneixement visual a partir d'ells per a poder plasmar-los en dues dimensions. Un altre concepte va ser que les regles que definien la manera com Aaron2 accedia al coneixement havien de ser tan importants com el propi coneixement, permetent així que el comportament d'Aaron2 no es mostrés tan marcat per les regles definides pels programadors de l'Aaron1. El 1987, Aaron2 ja tenia l'autonomia suficient com per pa oder dibuixar a persones en paisatges amb plantes al fons, tractant-se d'un jardí botànic. Fins que s'arribés a aquest punt, Aaron2 va requerir que se l'injectés molt coneixement sobre la construcció i el moviment de les persones i sobre la morfologia de les plantes.
Després d'aprendre a ubicar persones i objectes 3D a la dècada del 1980, durant els anys 90 el robot va ser capaç de pintar en color. A més a més, cal dir que el progrés d'Aaron es pot apreciar en el seu producte final al llarg dels anys, anant des de traços i línies infantils fins a retrats i exploracions abstractes de color i forma.
Fins avui es continua investigant i intentant millorar el projecte del robot pintor.

## Exposicions
Amb el temps, les obres de la creació de Cohen han arribat a molts dels principals museus d'art del món i a col·leccionistes privats que han arribat a pagar milers de dòlars per aquest art artificial. Museus de renom com el MOMA de Nova York, l'Stedelijk d'Àmsterdam i la Tate de Londres han tingut la intenció de plantejar el debat sobre el significat de l'obra d'art i el conflicte entre la creativitat i la computació.
Les obres de l'artista artificial també s'han pogut apreciar al Museu de Brooklyn i al Museu d'Art Modern de San Francisco.

## Debat i conflicte
Dins aquest món contemporani, ja protagonitzat per la tecnologia i la computació, el pensament de molts és si la variació i combinació d'algoritmes i els softwares capaços de crear nous resultats podrien ser capaços d'aclaparar la creativitat pròpiament humana.
Per a molts, el fet que Aaron sigui capaç de gestionar una quantitat infinita d'informació, fent-la cada vegada més òptima, mentre és coneixedor de l'ús de diferents estris, no implica una creativitat real ni avaluable, sinó que constitueix una creativitat aparent i de creació assistida. Tot i que avui en dia els aparells d'aquesta mena no entenen de simbologia ni d'intencionalitat, arribarà el moment en què s'afegiran sensors que el permetran fer-ho i relacionar-se amb l'entorn. Sabent que el segon model d'Aaron i altres robots posseeixen aquesta memòria infinita i capacitat de crear obres originals, alguns es pregunten si això pot acabar amb una fi ètica respecte a l'ofici i el professional creatiu. És cert que les màquines no tenen consciència, i possiblement mai tindran pensament conscient, però la falta de consciència no és una raó fonamental per negar el potencial per a la creativitat. Ni tan sols la intel·ligència. De fet, Cohen afirma que es sorprèn amb els resultats obtinguts per la seva màquina i declara desconèixer com arriba a aquestes interpretacions pictòriques:
"Dels artefactes d'aquest tipus que tinc coneixement, aquest és la que de forma més inquietant s'apropa al procés humà d'elaboració pictòrica."
Per altra banda, es pot pensar que Aaron és un simple robot antropomòrfic acompanyat d'un Software potent, el qual mai podrà imitar el sentiment ni la emoció humana. El mateix Cohen ho posa en dubte i esmenta que la creativitat d'Aaron no és realment total.
"Aaron és creatiu amb c minúscula. Un pot fabricar cistelles o espelmes de manera creativa", diu Cohen, "El problema és que no sabem si de la creativitat amb minúscula es pot passar a la Creativitat".
Quina és llavors l'opinió encertada dins aquesta ambivalència? Arribarà el dia en que la computació i els algoritmes es convertiran en físics teòrics, músics i artistes?